# El-Munsif Ben Youssef
El-Munsif Ben Youssef ist ein ehemaliger libyscher Radrennfahrer.

## Sportliche Laufbahn
El-Munsif Ben Youssef war im Straßenradsport aktiv und Teilnehmer der Olympischen Sommerspiele 1980 in Moskau. Das olympische Straßenrennen beendete er nicht. Über sein weiteres Leben und seine sportlichen Erfolge ist nichts bekannt.